# 陳与義
陳 与義（ちん よぎ、1091年 - 1139年）は、中国南宋初期の詩人。字は去非。号は簡斎。陳希亮の曾孫。

## 経歴
洛陽に生まれる。幼時より、よく詩を作ることができた。政和3年（1113年）に進士となる。開徳府教授から太学博士・符宝郎となるが、監陳留酒税に左遷された。金が汴京を侵略し高宗が南方へ逃れたときに、襄陽へと移るが、召されて兵部侍郎となり、紹興元年（1131年）に臨安に到着し中書舎人に掌内制を兼ねた。吏部侍郎・徽猷閣直学士から、湖州知州をへて給事中・顕謨閣直学士・提挙江州太平観を歴任。ふたたび中書舎人となり、翰林学士・知制誥をへて、紹興8年（1138年）に参知政事となり大いに朝廷の綱紀を粛正した。同年の3月に高宗に従って建康へおもむき、翌年に臨安へもどると病を理由に資政殿学士・湖州知州に任命された。高宗は手厚く陳与義を見舞い、提挙臨安洞霄宮へと進められ、紹興9年（1139年）11月に没する。

## 詩
官職に就いてから北宋の滅亡にいたる十数年の詩のうち、七言絶句の連作「墨梅」の5首は徽宗皇帝の賞賛を得た。またこの作は朱熹の『語類』でも言及され、江西詩派中、黄庭堅の下、陳師道の上に位した。元来、杜甫を好んだが戦乱を避けて放浪するうちに環境の酷似のため、いっそう親近感が増した、と自ら認めている。蘇軾の大胆さ、黄庭堅の晦渋さを取らず、晩年の作はさらに唐詩の平明さに近づいている。詩集に500余篇を集めた『簡斎集』16巻があり、また『宋名家詞』の中に『無住詞』1巻が収められている。
| 墨梅           |                                         |
| 粲粲江南萬玉妃 | 粲粲たる江南の萬玉の妃                  |
| 別来幾度見春帰 | 別来 幾度か 春の帰るを見し              |
| 相逢京洛渾依旧 | 京洛に相逢て 渾て旧に依る               |
| 唯恨緇塵染素衣 | 唯だ恨む緇（くろ）き塵の 素衣を染むるを |